# Denkmäler der Musik in Baden-Württemberg
Denkmäler der Musik in Baden-Württemberg ist eine Reihe von Noteneditionen historischer Werke der Musik aus Baden-Württemberg. Sie wird im Auftrag der Gesellschaft für Musikgeschichte in Baden-Württemberg in Verbindung mit dem Musikwissenschaftlichen Institut der Universität Tübingen herausgegeben von Manfred Hermann Schmid. Sie erscheint seit 1993 in München im Strube-Verlag. In ihr sollen für die Region und ihre Geschichte bedeutsame musikalische Werke dokumentiert werden.
Eigenen Angaben zufolge versteht sich die Reihe als Ergänzung zum übergreifenden, seit 1935 bestehenden Editionsunternehmen Das Erbe deutscher Musik, in der regionalen Orientierung und quellennahen Editionstechnik sieht sie sich gleichwohl auch den 1894 begründeten Denkmälern der Tonkunst in Österreich verpflichtet.

## Inhaltsübersicht
1. Johann Samuel Welter (1650–1720), Das geistliche Werk. Kantaten, Magnificat, Kirchenlieder, vorgelegt von Andreas Traub, 1993.
2. Ernst von Gemmingen (1759–1813), Vier Konzerte für Violine und Orchester, vorgelegt von Andreas Traub, 1994.
3. Augustinus Plattner (geb. um 1585), Acht doppelchörige Messen (1624), vorgelegt von Andreas Traub, 1995.
4. Musik der Organistenfamilie Druckenmüller, vorgelegt von Andreas Traub, 1996.
5. Sixtus Bachmann (1754–1825), Die doppelchörige Missa solennis in C, vorgelegt von Rudolf Faber, 1997.
6. Johann Wendelin Glaser (1713–1783), Ausgewählte Kantaten, vorgelegt von Andreas Traub und Marco Jammermann, 1998.
7. Balduin Hoyoul (um 1548–1594), Lateinische und deutsche Motetten, vorgelegt von Dagmar Golly-Becker und Andreas Traub, 1998.
8. Christian Friedrich Daniel Schubart (1739–1791), Sämtliche Lieder, vorgelegt von Hartmut Schick, 2000.
9. Meingosus Gaelle (1752–1816), Adams und Evas Erschaffung (Die Schwäbische Schöpfung), vorgelegt von Rudolf Faber und Maria Bieler unter Mitarbeit von Bernhard Moosbauer, 2001.
10. Balduin Hoyoul (um 1548–1594), Magnificat-Zyklus und zwei Messen, Stephan Faber (um 1580–1632), Cantiones, vorgelegt von Andreas Traub, 2001.
11. Philipp Friedrich Boeddecker (1607–1683), Te Deum und Deutsche geistliche Konzerte, vorgelegt von Hans Eugen Ekert, 2002.
12. Johann Evangelist Brandl (1760–1837), Kammermusik für Bläser, vorgelegt von Ursula Kramer, Teil 1, 2002.
13. Johann Evangelist Brandl (1760–1837), Kammermusik für Bläser, vorgelegt von Ursula Kramer, Teil 2, 2003.
14. Samuel Friedrich Capricornus (1628–1665), Jubilus Bernhardi, vorgelegt von Paul Ranzini, mit einem Beitrag zur Textgeschichte von Ulrich Köpf, 2003.
15. Franz Anton Maichelbeck (1702–1750), Freiburg.Requiem für 2 Chöre; 1 Messe, vorgelegt von Manfred Schuler (†) und Andreas Traub, 2004.
16. Frühe Mörike-Vertonungen, vorgelegt von Klaus Aringer, 2004.
17. Wolfgang Amadeus Mozart (1756–1791), Die Donaueschinger Harmoniemusik der Entführung aus dem Serail, vorgelegt von Bastiaan Blomhert, 2005.
18. Frühe Schiller-Vertonungen bis 1825, vorgelegt von Georg Günther, 2005.
19. P. Ildefons Haas (1735–1791), 15 Offertorien, Opus 2, 1766, vorgelegt von Bernhard Klär, 2006.
20. Josephine Lang (1815–1880), Lieder nach Texten von Reinhold Köstlin, vorgelegt von Harald Krebs, 2008.
21. Erasmus Widmann (1572–1634), Musicalischer Tugendtspiegel und Gantz Neue Cantzon, vorgelegt von Andreas Traub u. Klaus Peter Leitner, 2010.
22. Erasmus Widmann (1572–1634), Weltliche Gesänge und Ritterspiel, vorgelegt von Andreas Traub, Gregor Wittkop und Klaus Peter Leitner, 2014.
23. Johann Gottfried Arnold (1773–1806), 3 Konzerte. Concerto Nr. 3 und Nr. 5 für Violoncello und Orchester, Concertante für zwei Flöten und Orchester, vorgelegt von Andreas Wolfgang Flad, 2016.
24. Erasmus Widmann (1572–1634), Geistliche Werke, vorgelegt von Andreas Traub, Gregor Wittkop und Klaus Peter Leitner, 2018.